# Alexisonfire
Gli Alexisonfire (pronunciato "Alexis On Fire") sono un gruppo musicale post-hardcore/screamo proveniente da St. Catharines, Canada, nata nel 2001.
La band era formata da George Pettit (voce), Dallas Green (chitarra/voce), Wade MacNeil (chitarra/voce), Chris Steele (basso) e Jordan Hastings (batteria/percussioni).
Il gruppo descriveva la propria musica come "il suono di due ragazze provenienti da scuole cattoliche nel bel mezzo di un combattimento con dei coltelli" (in riferimento alla loro canzone "A Dagger Through the Heart of St. Angeles", descrizione che ha anche ispirato la copertina del loro album di debutto). Al debutto nel 2001 ottennero il disco d'oro in Canada per il loro album eponimo, mentre i successivi Watch Out! del 2004 e Crisis del 2006 arrivarono addirittura al disco di platino. L'ultimo album, pubblicato nell'estate del 2009, è intitolato "Old Crows/Young Cardinals".
Il 6 agosto 2011 il frontman George Pettit, tramite il sito ufficiale, comunica lo scioglimento della band..
Il 9 marzo 2015 la band ha annunciato un tour di reunion, il primo dopo le ultime date del 2012, con apparizioni all’interno del Festival di Reading e Leeds, Sonic Boom, Heavy Montréal, X-Fest e Riot Fest. Il 19 settembre 2015, all’interno del Toronto Riot Fest, la band ha annunciato ufficialmente una reunion, per poi specificare in un post su Facebook che nonostante i membri fossero “buoni amici come sempre” non erano ancora stati decisi piani per il futuro della band.
Gli Alexisonfire hanno partecipato da headliner al festival Unify Gathering 2017 in Australia e hanno successivamente annunciato due piccoli tour in Australia e Nuova Zelanda con il supporto dei Dirty Nil che si sono svolti nel 2017.

## Storia del gruppo

### Gli inizi: 2001–2003

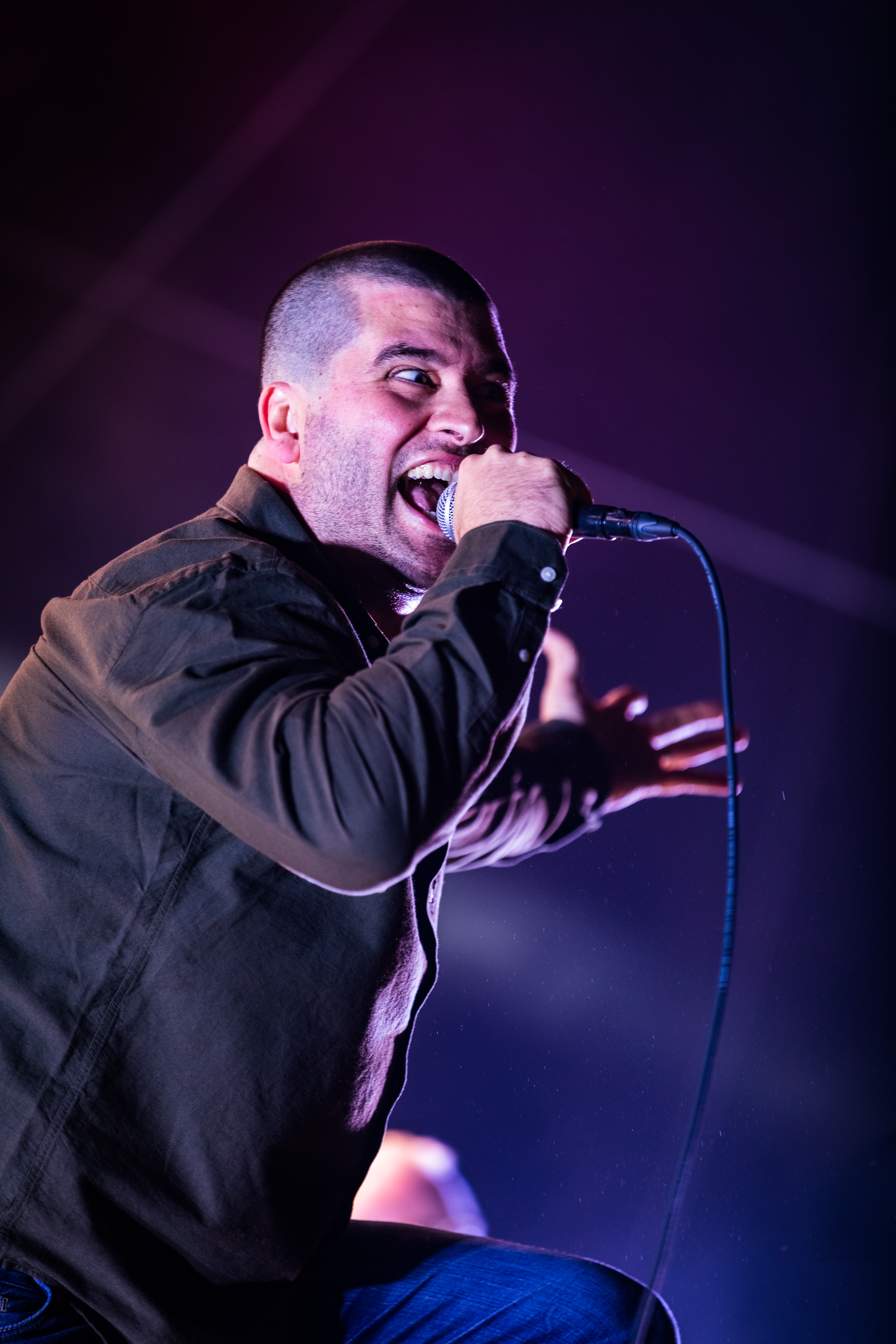
Gli Alexisonfire al Rock am Ring 2018

Gli Alexisonfire si sono formati alla fine del 2001 dallo scioglimento di tre diverse band canadesi. Pettit era bassista di un gruppo metal di nome Condemning Salemn, Green era cantante e chitarrista degli Helicon Blue, e MacNeil e Steele suonavano in un gruppo pop-punk chiamato Plan 9. Una volta sciolte le loro band, i quattro si unirono in un unico gruppo, reclutando Jesse Ingelevics alla batteria, e formarono gli Alexisonfire. Il nome della band viene da Alexis Fire, una pornostar contorsionista californiana. Questo causò problemi quando lei scoprì che la band stava usando il nome del suo sito web come nome del gruppo, e minacciò di denunciarli per infrazione del copyright. Si scoprì però che il nome non era registrato, e tutto si concluse in un nulla di fatto.
Nel 2002 la band pubblicò il suo primo EP, Math Sheet Demos ("demo dei fogli di matematica"), chiamandolo così perché in copertina aveva dei vecchi esercizi di matematica del batterista Jesse Ingelevics. Vennero contattati da Greg Below e Mitch Joel, i quali avevano appena fondato l'etichetta Distort Entertainment, ed erano alla ricerca di band. Below collaborava con la EMI, quindi fece registrare la band nello studio della multinazionale e convinse l'etichetta a partecipare alla pubblicazione e alla distribuzione.
Il 9 settembre 2002 venne pubblicato Alexisonfire. Il gruppo iniziò il tour di supporto all'album, attraversando due volte il Canada, e cominciò a calcare palcoscenici statunitensi ed europei, suonando con band come Billy Talent, GWAR, The Juliana Theory, Godsmack e Glassjaw. L'album ottenne il disco d'oro in Canada, vendendo più di 50 000 copie.

### Watch Out! e Crisis: 2004–2007

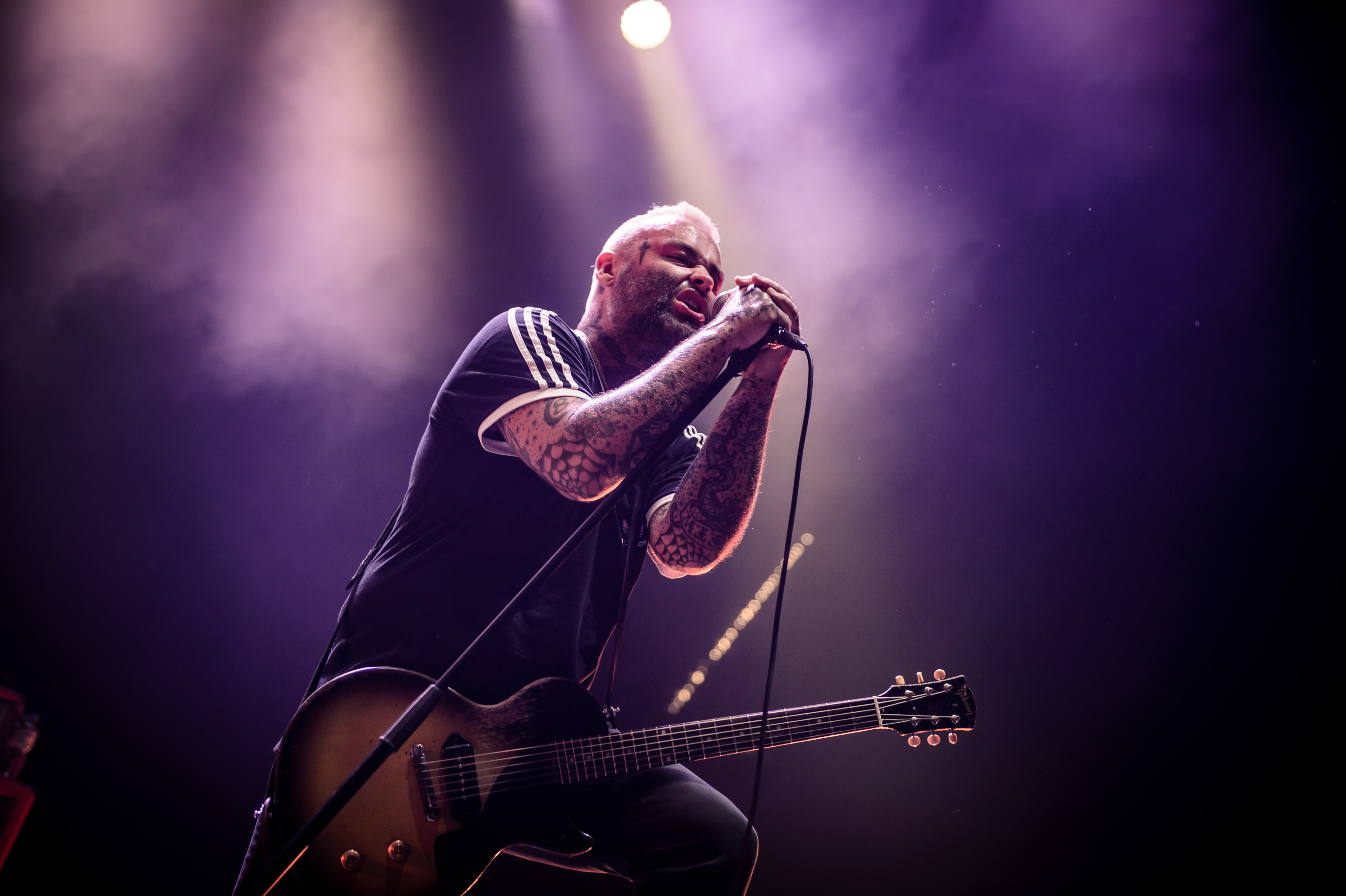
La band nel 2018

Il secondo album, nonostante il grande successo ottenuto dalla band con il debutto, venne pubblicato, per loro stessa decisione, di nuovo dall'etichetta indipendente Distort Entertainment. Watch Out! uscì il 29 giugno 2004, e ottenne un successo immediato, tanto da arrivare al disco d'oro in Canada in dodici settimane.
Il 14 giugno 2005 gli Alexisonfire pubblicarono sul loro sito web un annuncio in cui comunicavano che Jesse Ingelevics avrebbe lasciato la band, per colpa di un lento allontanamento del batterista dagli altri membri della band, e per il suo desiderio di passare più tempo con la famiglia e la fidanzata.
Appena finito il tour di supporto a Watch Out! (durante il quale tutti loro, e tutti i membri delle due band che li accompagnarono, cioè Johnny Truant e The Blood Roses, si tatuarono la parola "Yeti", ispirandosi al film TV del 1988 The Firm, con Gary Oldman) iniziarono i lavori per il terzo album, Crisis, che venne pubblicato il 22 agosto 2006. L'album venne lanciato con un party su una nave a Londra. Questa volta i tour di supporto furono due: il primo in Canada, accompagnati da Every Time I Die, Cancer Bats e Attack in Black; il secondo negli Stati Uniti con Moneen, Cancer Bats e A Change of Pace.
In un'intervista, Pettit dichiarò che non avrebbero continuato con lo screamo, sebbene non sapessero ancora che direzione avrebbero preso.

### Old Crows/Young Cardinals: 2008–present

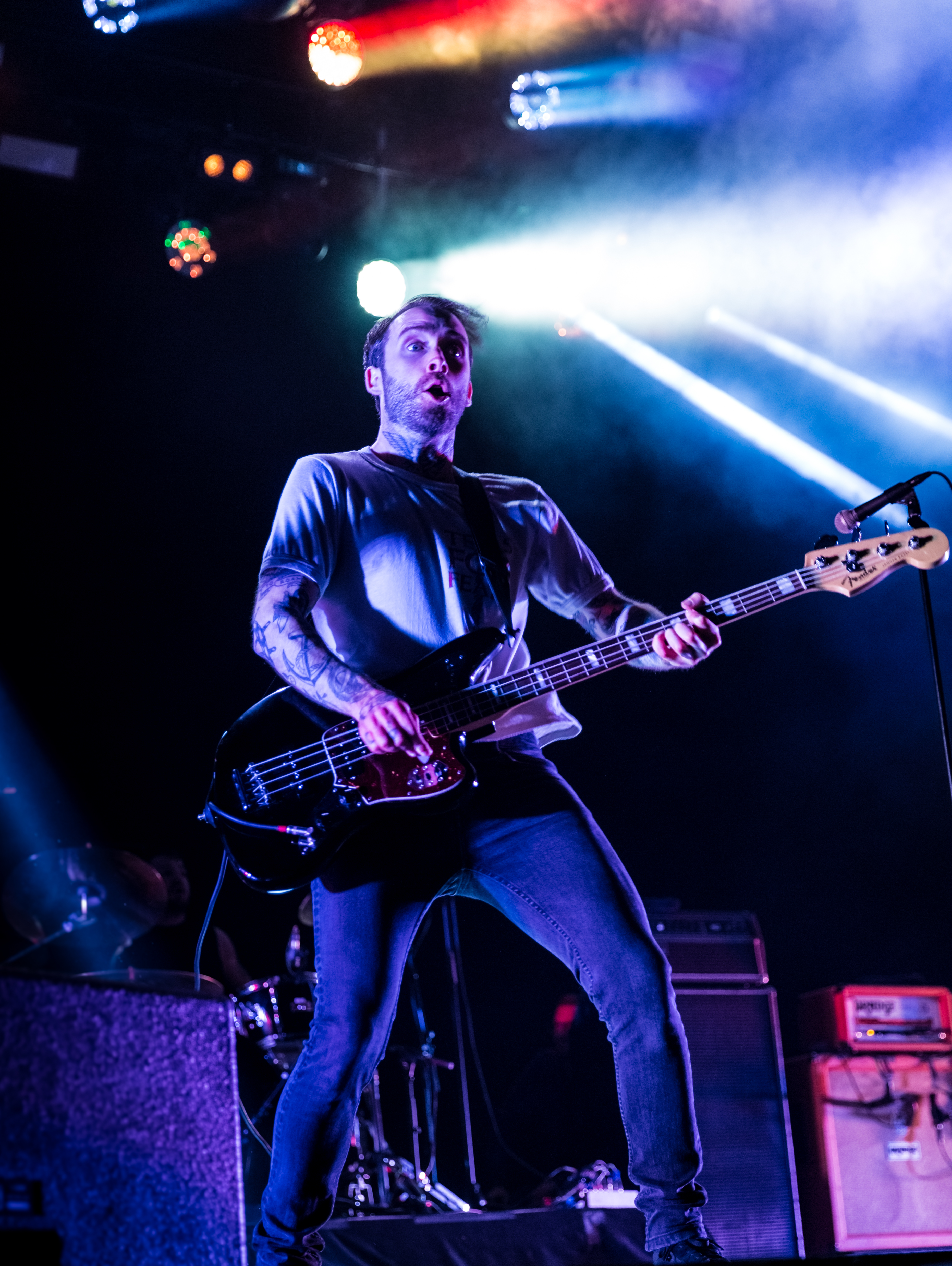
Il bassista Chris Steele

Nel luglio 2008, cominciarono a circolare alcune voci che parlavano di un probabile scioglimento della band. Tutto partì da una battuta fatta da Wade MacNeil in un'intervista, che scatenò le discussioni tra i fans. Un comunicato stampa dello stesso MacNeil chiarì che si era trattato di uno scherzo, e che non si sarebbero sciolti, ma anzi erano al lavoro sul materiale per il nuovo album.
Gli Alexisonfire registrarono Old Crows/Young Cardinals (che in origine avrebbe dovuto chiamarsi solamente Young Cardinals) nel febbraio del 2009.
Il 31 marzo 2009 fu confermata la firma per l'etichetta Dine Alone Records, e la partecipazione al Warped Tour del 2009.
Il 20 aprile 2009 la band pubblicò il primo singolo del nuovo album, "Young Cardinals". L'album intero venne pubblicato il 23 giugno 2009.
Il 22 settembre 2009 Dallas Green ha annunciato che nell'autunno del 2010 verrà pubblicato un EP dal titolo "Dog's Blood".

### La Fine: 2011
Il 6 agosto 2011 ne comunica lo scioglimento della band il frontman George Pettit tramite il sito ufficiale.
Estate 2015: i primi show
Durante l'estate del 2015, il gruppo si riunisce per una serie di concerti estivi, tra i quali il Reading Festival in Inghilterra, aumentando voci di una possibile reunion che tuttavia non sono mai state confermate completamente dalla band.

## Discografia

### Album studio
- 2002 - Alexisonfire
- 2004 - Watch Out!
- 2006 - Crisis
- 2009 - Old Crows/Young Cardinals
- 2022 - Otherness

### Ep, split e altri lavori
- 2002 - Math Sheet Demos
- 2002 - Pink Heart Skull Sampler
- 2004 - Brown Heart Skull Sampler
- 2004 - Accidents/No Transitory 7 (Sore Point Records)
- 2005 - The Switcheroo Series: Alexisonfire vs. Moneen (Split EP con la band Moneen)
- 2006 - The Bled/Alexisonfire Split 7 (Sore Point Records)
- 2006 - Boiled Frogs 7" BBC Radio 1 Sessions
- 2010 - Dog's Blood EP

### Singoli
- Pulmonary Archery (2002)
- Counterparts and Number Them (2003)
- Waterwings (And Other Poolside Fashion Faux Pas) (2004)
- Accidents (2004)
- No Transitory (2005)
- Hey, It's Your Funeral Mama (2005)
- Passing Out In America/Accidents Are On Purpose (2005) (con i Moneen)
- This Could Be Anywhere in the World (2006)
- Boiled Frogs (2006)
- Rough Hands (2007)
- Young Cardinals (2009)
- Born and Raised (2009)
- The Northern (2010)

## Formazione

### Formazione attuale
- George Pettit - voce
- Dallas Green - voce, chitarra
- Wade MacNeil - voce, chitarra
- Chris Steele - basso
- Jordan Hastings - batteria

### Ex componenti
- Jesse Ingelevics - batteria (2001-2005)